# Préfecture de Mrémani
La préfecture de Mrémani est une préfecture des Comores, sur l'île d'Anjouan. Elle se compose de quatre communes : Adda, Mrémani, Ongojou, Shaweni et Mramani.